# Piotrowszczyzna (rejon miadzielski)
Piotrowszczyzna – dawny folwark. Tereny, na których był położony leżą obecnie na Białorusi, w obwodzie mińskim, w rejonie miadzielskim, w sielsowiecie Budsław.

## Historia
W czasach zaborów zaścianek włościański w okręgu wiejskim Krzywicze, w gminie Krzywicze, w powiecie wilejskim, w guberni wileńskiej Imperium Rosyjskiego. W 1866 roku liczył 12 mieszkańców (5 dusz rewizyjnych) w 2 domach. Należał do dóbr skarbowych plebanii krzywickiej.
W latach 1921–1945 folwark leżał w Polsce, w województwie wileńskim, w powiecie wilejskim, w gminie Krzywicze.
Według Powszechnego Spisu Ludności z 1921 roku zamieszkiwało tu 15 osób, 14 było wyznania rzymskokatolickiego a 1 mojżeszowego. Jednocześnie 14 mieszkańców zadeklarowało polską a 1 żydowską przynależność narodową. Były tu 3 budynki mieszkalne. W 1931 w 4 domach zamieszkiwało 27 osób.
Wierni należeli do parafii rzymskokatolickiej w Budsławiu. Miejscowość podlegała pod Sąd Grodzki w Krzywiczach i Okręgowy w Wilnie; właściwy urząd pocztowy mieścił się w Krzywiczach.
W wyniku napaści ZSRR na Polskę we wrześniu 1939 miejscowość znalazła się pod okupacją sowiecką. 2 listopada została włączona do Białoruskiej SRR. Od czerwca 1941 roku pod okupacją niemiecką. W 1944 miejscowość została ponownie zajęta przez wojska sowieckie i włączona do Białoruskiej SRR.